# Referéndum republicano de Australia de 1999
El referéndum republicano australiano, llevado a cabo el 6 de noviembre de 1999, fue un referéndum de dos preguntas para modificar la Constitución australiana. La primera cuestión preguntada era si Australia debería convertirse en una república, con un presidente designado por el parlamento, seguido de un modelo de designación bipartidista que había sido aprobado por la Convención Constitucional de 1998 celebrada en Camberra. La segunda cuestión preguntaba si Australia debería modificar su constitución para establecer un preámbulo. Durante algunos años, algunas encuestas de opinión habían sugerido que una mayoría del electorado estaba a favor de la instauración de una república. Sin embargo, el referéndum resultó en derrota para los republicanos debido a la sostenida oposición de grupos monárquicos y a la división entre republicanos sobre el método propuesto para la elección del presidente.

## Antecedentes
Australia es una monarquía constitucional bajo la constitución de 1901, con las tareas del monarca asumidas por el gobernador general designado por el gobierno australiano. El republicanismo ha persistido desde la época colonial, aunque en gran parte del siglo XX, la monarquía ha sido muy popular. A principio de la década de 1990, el republicanismo devino en un asunto político de primer orden. El primer ministro laborista Paul Keating indicó sus deseos de instaurar una república para el centenario de la Federación de Australia en 2001. La oposición de la coalición nacional-liberal, liderada por Alexander Downer, aunque menos favorable al plan republicano, prometió convocar una convención constitucional para discutir el asunto. Con John Howard, la coalición ganó las elecciones federales de 1996 y estableció la convención para febrero de 1998.
La convención constitucional australiana de 1998 debatió la necesidad de cambiar la constitución de Australia para eliminar la monarquía de su papel en el gobierno y la ley. La convención consideró tres categorías como modelo para la selección del jefe del estado en la república australiana: elección directa, elección parlamentaria por una mayoría especial, y nombramiento por un consejo especial después de la nominación de primer ministro.
"En principio" se llegó a un acuerdo de la mayoría de delegados para una república australiana (aunque un bloque minoritario de monárquicos disintió). Tras una serie de votaciones, una mayoría de delegados que votaron a favor o en contra de la moción (monárquicos y algunos republicanos radicales se abstuvieron de votar) ratificaron la propuesta de modelo de nombramiento bipartidista del presidente para la república.  La convención recomendó al primer ministro y al parlamento que el modelo y otros cambios relacionados en la constitución, aprobados por la convención, deberían refrendarse en un referéndum constitucional en 1999.

## División del electorado
La mayoría de análisis avanzaron en dos razones principales para la derrota de los republicanos en el referéndum:
En primer lugar, que los australianos han sido tradicionalmente muy cautos en relación con propuestas de reforma constitucional. Desde 1906, solo 8 de 44 propuestas llevadas a referéndum fueron aprobados por la doble mayoría requerida por la constitución, es decir, (1) una mayoría en cada uno de los 6 estados y (2) una mayoría a nivel nacional. En palabras de Robert Menzies, "conseguir un voto afirmativo del pueblo australiano en una propuesta de referéndum es una labor hercúlea".
En segundo lugar, la opinión pública varió ampliamente sobre el tema, y no fue una simple reacción positiva o negativa. Los principales grupos de opinión fueron:
- Monárquicos tradicionales que basaban sus creencias, principalmente, en un apego por principios y/o sentimental a la monarquía, en parte basado en los lazos de unión con el Reino Unido, con la Mancomunidad de Naciones y la identificación personal con Isabel II y su familia. Principalmente gente mayor y de ámbitos rurales.

- Monárquicos pragmáticos que mantenían que, cualquiera que fueran las debilidades del sistema actual, también tenía muchas fortalezas. El punto de vista de este grupo era que la monarquía constitucional proveía la base para un gobierno democrático estable, con el Gobernador General (representante nominal del monarca) actuando como un árbitro imparcial dentro del proceso político. Muchos desconfiaban de la clase política australiana y creían que la provisión de poderes ejecutivos a un político local resultaría en un jefe de Estado indeseablemente partidista, inestabilidad, dictadura o una posible repetición de la crisis constitucional australiana de 1975.

- Republicanos pro cambio mínimo que reclamaban la eliminación de la monarquía, pero mantener el sistema tan inalterado como fuera posible, creando así una república parlamentaria. Dentro de este grupo se encontraba un pequeño grupo que apoyaba el ultra-minimalista modelo McGarvie aunque generalmente el modelo favorito de este grupo era la designación por mayoría de dos tercios de una sesión conjunta del parlamento.

- Republicanos progresistas que querían un jefe del estado elegido directamente por el pueblo.
- Republicanos radicales, que veían la opción de cambio mínimo como un cambio estético y deseaban una revisión exhaustiva del actual sistema basado en el modelo de Westminster y posiblemente implementar un sistema presidencial o semipresidencial. Este era posiblemente el grupo principal más pequeño, pero prominente en el debate.

- Votantes tácticos, que tomaron una visión a largo plazo y votaron en contra de sus ideales para evitar cambios más radicales en el futuro. Muchos monárquicos pragmáticos y tradicionales votaron "sí" a la república minimalista para evitar una república más radical. Muchos republicanos sentimentales votaron "no" con la esperanza de que en un futuro ganara una propuesta de referéndum más radical o populista.

- No comprometidos. Como en todas las elecciones, una cierta proporción del electorado sigue sin estar unida a ninguna de las partes. Los votantes oscilantes no comprometidos pueden ser una fuerza decisiva en la conformación de los resultados electorales y del referéndum, especialmente en los países donde la votación es obligatoria.

### Métodos alternativos para la elección del presidente
El proceso de cambio es visto como un factor importante para el resultado final en un referéndum. Hubo muchas propuestas para la elección del presidente.
- Elección
  - por el parlamento federal exclusivamente.
  - por los parlamentos federales y estatales (como en India)
  - mediante sufragio directo como en Irlanda

- Selección
  - por el primer ministro
  - por consenso entre el gobierno y la oposición
  - por un consejo constitucional (conocido como el modelo McGarvie)

Diferentes grupos dentro de la causa republicana expresaron opiniones sobre cuál era preferible. Algunos de los cuales estaban comprometidos con una sola opción.

## Los dos bandos

### El 'Sí'
La campaña del "sí" estuvo encabezada por Malcolm Turnbull. Se dividió en detalle, pero sin embargo logró presentar un mensaje bastante unido y coherente y fue notable por alianzas poco probables entre opositores tradicionales - el ex primer ministro laborista Gough Whitlam y el ex primer ministro liberal Malcolm Fraser, por ejemplo, hicieron declaraciones conjuntas. Muchos otros australianos prominentes dieron apoyo al "sí", lo que entonces provocó denuncias de que se trataba de un movimiento "elitista" y que estaba apoyado por políticos más que por el pueblo. Viendo el supuesto de una república como bastante evidente y ampliamente apoyado por la población australiana, su publicidad se centró principalmente en el simbolismo positivo del republicanismo. La campaña del "sí" también fue vista como receptora del apoyo de los principales medios de comunicación australianos. El político y periodista británico Bill Deedes dijo en The Daily Telegraph en 1999: "rara vez he asistido a unas elecciones en ningún país, desde luego no en uno democrático, en el que los periódicos hayan mostrado un sesgo más desvergonzado. Todos ellos determinaron que los australianos deberían tener una república y usaron todos los medios para tal fin".

### El 'No'
La campaña organizada por el "no" fue una mezcla de grupos monárquicos. Adicionalmente incluyó algún grupo republicano que no estaba satisfecho con el modelo propuesto, particularmente aquellos que abogan por una elección directa del presidente. Encabezada por Kerry Jones, la campaña del "no" se centró en los fallos percibidos por el modelo que se ofrecía, considerando a quienes apoyaban el "sí" como "élites", y manejando hábilmente tanto a los que eran aprensivos al cambio como a los que pensaban que el modelo no llegaba lo suficientemente lejos. Sus anuncios enfatizaban en no votar a "esta república", dejando implícito a los que querían una elección directa que un mejor modelo podría venir en el futuro.
Los elementos comunes en la campaña del "no" fueron la opinión de que el modelo propuesto era antidemocrático y llevaría a una "república de políticos", jugando a una desconfianza general hacia los políticos. Los seguidores del "no" pidieron más consultas, pero sin especificar qué pasos serían necesarios para asegurar esto.

## Convención constitucional
El modelo con un jefe de Estado designado fue el aprobado por la Convención Constitucional y presentado en el referéndum. Fue ampliamente apoyado por republicanos minimalistas y por el establishment, incluyendo casi todo el Partido Laborista Australiano y por algunos políticos conservadores. Los republicanos progresistas, en general, se opusieron al modelo indirecto elegido, instando a la gente a votar en contra del referéndum. Los monárquicos de ambos tipos se opusieron.
La votación en la convención se abrió y se registró en Hansard. Hansard mostró que 73 delegados votaron a favor, 57 en contra y 22 se abstuvieron. Ningún delegado monárquico votó a favor. 
La política de ACM (Australians for constitucional monarchy) y de otros grupos monárquicos, era oponerse a cualquier modelo republicano, incluyendo el minimalista modelo McGarvie. Algunos conservadores argumentaron que este sería el modelo más fácil de derrotar en un referéndum y por eso debería ser apoyado en la convención. Si los monárquicos hubieran seguido este consejo, el modelo McGarvie habría prevalecido en la convención. Varios republicanos que apoyaron la elección directa se abstuvieron de votar (como Ted Mack, Phil Cleary, Clem Jones y Andrew Gunter), permitiendo así que el modelo bipartidista tuviera éxito. Expusieron que el modelo sería derrotado en un referéndum, y se convocaría un segundo referéndum con la elección directa como modelo.
Aunque la moción fue aprobada ignorando a los que se abstuvieron, el modelo del referéndum no contó con el apoyo de la mayoría de los delegados, una condición que el primer ministro había exigido para convocar un referéndum. Debido a que el modelo fue apoyado abrumadoramente por los delegados republicanos, el primer ministro decidió llevar ese modelo a referéndum, una decisión aclamada con entusiasmo por los delegados del ARM y por los medios de comunicación.

## Preguntas y resultados

### Pregunta sobre la república
Se preguntó a los electores si aprobaban:

Una proposición de ley: Alterar la Constitución para establecer la Commonwealth de Australia como república, con la Reina y el Gobernador General siendo reemplazados por un Presidente designado por una mayoría de dos tercios de los miembros del Parlamento de la Commonwealth.

### Pregunta sobre el preámbulo
Se preguntó a los electores también si aprobaban:

Una proposición de ley: Para alterar la Constitución para añadir un preámbulo.

El preámbulo se habría redactado en inglés de la siguiente forma:

Con la esperanza en Dios, la Commonwealth de Australia se constituye como una democracia con un sistema federal de gobierno para servir al bien común.
Nosotros, el pueblo australiano, nos comprometemos a esta Constitución:
orgullosos de que nuestra unidad nacional ha sido forjada por australianos de muchas ascendencias;
nunca olvidando los sacrificios de todos los que defendían nuestro país y nuestra libertad en tiempo de guerra;
defendiendo el respeto de la libertad, la tolerancia, la dignidad individual y el Estado de Derecho;
honrando a los aborígenes y a los isleños del Estrecho de Torres, primer pueblo de la nación, por su profundo parentesco con sus tierras y por sus culturas antiguas y continuas que enriquecen la vida de nuestro país;
reconociendo la contribución de generaciones de inmigrantes a la creación de la nación;
conscientes de nuestra responsabilidad de proteger nuestro entorno natural único;
apoyando el éxito y la igualdad de oportunidades para todos;
 y valorando la independencia tanto como el espíritu nacional que nos une en la adversidad y el éxito.

### Resultados
La sección 128 de la constitución australiana requiere una "doble mayoría" para aprobar una enmienda constitucional: una mayoría de estados (cuatro o más), y una mayoría de todos los votantes. Los votantes en los territorios solo cuentan en la segunda de esas mayorías.
Fueron emitidos un total de 11.785.000 de votos, representando una participación total de un 95,10%. De esos, aproximadamente 100.000 (0.9%) fueron nulos.

#### La república
Una proposición de ley: Para alterar la Constitución y establecer la Commonwealth de Australia como una república con la Reina y el Gobernador General reemplazados por un Presidente designado por una mayoría de dos terceras partes de los miembros del Parlamento de la Commonwealth.
¿Aprueba usted esta alteración propuesta?
| Estado/territorio                    | Censados   | Votos emitidos | A favor   | A favor | En contra | En contra | Nulos   |
| Estado/territorio                    | Censados   | Votos emitidos |           | %       |           | %         | Nulos   |
| ------------------------------------ | ---------- | -------------- | --------- | ------- | --------- | --------- | ------- |
| Nueva Gales del Sur                  | 4.146.653  | 3.948.714      | 1.817.380 | 46,43%  | 2.096.562 | 53,57%    | 34.772  |
| Victoria                             | 3.164.843  | 3.016.737      | 1.489.536 | 49,84%  | 1.499.138 | 50,16%    | 28.063  |
| Queensland                           | 2.228.377  | 2.108.694      | 784.060   | 37,44%  | 1.309.992 | 62,56%    | 14.642  |
| Australia Occidental                 | 1.176.311  | 1.114.326      | 458.306   | 41,48%  | 646.520   | 58,52%    | 9.500   |
| Australia Meridional                 | 1.027.392  | 986.394        | 425.869   | 43,57%  | 551.575   | 56,43%    | 8.950   |
| Tasmania                             | 327.729    | 315.641        | 126.271   | 40,37%  | 186.513   | 59,63%    | 2.857   |
| Territorio de la Capital Australiana | 212.586    | 202.614        | 127.211   | 63,27%  | 73.850    | 36,73%    | 1.553   |
| Territorio del Norte                 | 108.149    | 91.880         | 44.391    | 48,77%  | 46.637    | 51,23%    | 852     |
| Total de la Commonwealth             | 12.392.040 | 11.785.000     | 5.273.024 | 45,13%  | 6.410.787 | 54,87%    | 101.189 |

Mayoría obtenida en ningún Estado y una minoría total de 1.137.763 votos. No se lleva a cabo.

#### El preámbulo
Una proposición de ley: Para alterar la Constitución e insertar un preámbulo.
¿Aprueba usted esta alteración propuesta?
| Estado/territorio                    | Censados   | Votos emitidos | A favor   | A favor | En contra | En contra | Nulos   |
| Estado/territorio                    | Censados   | Votos emitidos |           | %       |           | %         | Nulos   |
| ------------------------------------ | ---------- | -------------- | --------- | ------- | --------- | --------- | ------- |
| Nueva Gales del Sur                  | 4.146.653  | 3.948.482      | 1.647.378 | 42,14%  | 2.261.960 | 57,86%    | 39.144  |
| Victoria                             | 3.164.843  | 3.016.716      | 1.268.044 | 42,46%  | 1.718.331 | 57,54%    | 30.341  |
| Queensland                           | 2.228.377  | 2.108.659      | 686.644   | 32,81%  | 1.405.841 | 67,19%    | 16.174  |
| Australia Occidental                 | 1.176.311  | 1.114.455      | 383.477   | 34,73%  | 720.542   | 65,27%    | 10.436  |
| Australia Meridional                 | 1.027.392  | 986.535        | 371.965   | 38,10%  | 604.245   | 61,90%    | 10.325  |
| Tasmania                             | 327.729    | 315.664        | 111.415   | 35,67%  | 200.906   | 64,33%    | 3.343   |
| Territorio de la Capital Australiana | 212.586    | 202.618        | 87.629    | 43,61%  | 113.293   | 56,39%    | 1.696   |
| Territorio del Norte                 | 108.149    | 91.906         | 35.011    | 38,52%  | 55.880    | 61,48%    | 1.015   |
| Total de la Commonwealth             | 12.392.040 | 11.785.035     | 4.591.563 | 39,34%  | 7.080.998 | 60,66%    | 112.474 |

Mayoría obtenida en ningún Estado y una minoría total de 2.489.435 votos. No se lleva a cabo.

### Análisis del resultado
Ambas propuestas fallaron, con ninguno de los estados registrando una mayoría de votos positivos. El rango de resultados por estado fue del 37,44% de Queensland al 49,84% de Victoria a favor de la república, y del 32,81% en Queensland al 42,46% en Victoria para el preámbulo. A nivel nacional, el 54,87% votó en contra de la república y el 60,66% en contra del preámbulo.
Las tasas más altas de votos a favor vinieron de las áreas metropolitanas. De las 148 divisiones de Australia, 42 votaron sí, con las divisiones de Melbourne (70,92%), Sídney (67,85%), Melbourne Ports (65,90%, Grayndler (64,77%) y Fraser (64,46%) registrando los más altos resultados a favor a nivel de división. Las áreas más ricas también apoyaron abrumadoramente la república. Solo 2 de las 15 divisiones más ricas apoyaron la monarquía, Mitchel (46,89%) y Mackellar (49,43%).
El menor apoyo a la república vino de áreas rurales y remotas, así como de áreas suburbanas.

## Consecuencias
Con los distintos modelos republicanos resultando ganadores en encuestas de opinión previas al referéndum, se esperaba que el referéndum republicano llegase a puerto. Sin embargo, el referéndum cuestionaba por un modelo particular de república con un jefe de Estado designado por el parlamento. Esto obtuvo rechazo de algunos seguidores de la república, que preferían un jefe de esto elegido directamente. Algunos de ellos, como Phil Cleary, defendió que los seguidores de la república votaran No para que en un futuro referéndum se impusiera un modelo de elección directa. Algunos comentaristas, incluyendo al presidente del Movimiento Republicano Australiano, Malcolm Turnbull, identificaron esta ruptura dentro del seno republicano como una clave para el fallo del referéndum.
Tras el referéndum, Malcolm Turnbull culpó al primer ministro Howard en particular por la derrota, proclamando: "Cualquier cosa que él consiga, la historia lo recordará por solo una cosa. Él fue el primer ministro que rompió el corazón de la nación"  Mientras tanto, el líder de Australianos por una Monarquía Constitucional, Kerry Jones, hizo un llamamiento a los ciudadanos para aceptar el resultado y continuar como una nación unida. A pesar de la esperanza de los republicanos más radicales, como Phil Cleary, la derrota electoral fue vista como un revés para la causa republicana no realizándose más referéndums sobre la materia bajo el gobierno Howard.
Michael Kirby de la Corte Suprema de Australia, un monárquico constitucional, adscribe el fallo de la república a diez factores: falta de bipartidismo, prisas indebidas, percepción de que la república estaba apoyada por las élites de las grandes ciudades; una denigración de los monárquicos por parte de los republicanos acusándolos de antipatriotas; la adopción de un modelo republicano inflexible por parte de la Convención; preocupaciones sobre el modelo específico propuesto (principalmente la facilidad con que un primer ministro podía destituir a un presidente); la estrategia republicana de usar grandes "nombres" vinculados a la era Whitlam para promover su causa; la fuerte oposición a la propuesta en los estados más pequeños; un sesgo prorrepublicano contraproducente en los medios de comunicación; y una precaución instintiva entre el electorado australiano con respecto al cambio constitucional.
El gobierno laborista de Gillard que tomó el poder en un parlamento sin mayoría absoluta después de las elecciones de agosto de 2010 indicó su intención de no volver a llevar a votación la cuestión republicana durante el reinado de la reina Isabel II. El gobierno de coalición liberal-nacional en el poder después de las elecciones federales de septiembre de 2013 fue dirigido por Tony Abbott, un partidario de la monarquía constitucional. Durante el mandato de Abbott como primer ministro, el líder de la oposición laborista Bill Shorten dijo que creía que era hora de "dar nueva vida al sueño de una república australiana".
El 15 de septiembre de 2015, Malcolm Turnbull, el presidente del Movimiento Republicano Australiano entre 1993 y 2000, sucedió a Tony Abbott como primer ministro de Australia. El cambio en el liderazgo marcó que el primer ministro, el líder de la oposición y cada uno de los 8 primeros ministros estatales y de los ministros principales de los territorios fueran reconocidos republicanos. Malcolm Turnbull ha declarado anteriormente que cree que Australia debería convertirse en una república después del reinado de Isabel II.
En 2017, el líder de la oposición, el laborista Bill Shorten, se comprometió, si ganaba las elecciones, a convocar un nuevo referéndum en 2019 para decidir si Australia debería seguir siendo una monarquía o debería cambiar a una república.